# Scheibenhard
Scheibenhard é uma comuna francesa na região administrativa de Grande Leste, no departamento Baixo Reno. Estende-se por uma área de 4,62 km². Em 2010 a comuna tinha 853 habitantes (densidade: 184,6 hab./km²).